# Saint-Martin-de-Caralp

Saint-Martin-de-Caralp este o comună în departamentul Ariège din sudul Franței. În 1 ianuarie 2022 avea o populație de 375 de locuitori.